# Patrick O'Connell
Patrick Joseph O'Connell (Dublín, Irlanda, 8 de marzo de 1887-Londres, Reino Unido, 27 de febrero de 1959). También conocido como Paddy O'Connell o Patricio O'Connell en España, fue un futbolista y entrenador irlandés. Actuaba como defensa o centrocampista defensivo, y tras jugar en varios equipos irlandeses fue fichado por el Sheffield Wednesday. Militó en varios equipos británico, entre ellos en el Manchester United, y se retiró en el Ashington, donde comenzó su carrera como entrenador. Fue internacional con Irlanda y estuvo involucrado en el amaño del Manchester United-Liverpool de 1915, conocido como The Fixed Game.
Su faceta como técnico es la más conocida y se desarrolló casi íntegramente en España. Tras entrenar durante siete años al Racing de Santander pasó por el Real Oviedo, el Betis con el que consiguió el título de  campeón de liga, el FC Barcelona y el Sevilla FC antes de retirarse definitivamente tras una segunda etapa en el Racing. A principios de los cincuenta regresó a Inglaterra, donde murió en Londres en 1959.

## Trayectoria

### Como futbolista
Comenzó a jugar al fútbol en varios clubes dublineses, entre ellos el Frankfort, que posteriormente sería uno de los equipos fundadores de la liga irlandesa, y el Stranville Rovers para incorporarse ya como profesional al Belfast Celtic. En el fútbol de la época, en el que los equipos se disponían con dos defensas, tres centrocampistas y cinco delanteros, jugaba como defensa derecho o bien como centrocampista por el centro o por la derecha, de modo que su posición podría traducirse al fútbol actual como la de defensa central o mediocentro defensivo.
En marzo de 1909 dio el salto al fútbol inglés al ser traspasado junto a su compañero Peter Warren al Sheffield Wednesday a cambio de 50 libras. Debutó en la First Division, entonces máxima categoría del fútbol inglés, en el último partido de la temporada 1908-1909 y permaneció tres años en Sheffield. No consiguió consolidarse como titular y tras jugar 21 partidos (18 de Liga y 3 de FA Cup), pero debutó con la selección irlandesa, con la que disputó sus dos primeros partidos.
En marzo de 1912 se incorporó al Hull City, de la Second DIvision, con el que fue titular durante dos temporadas. Aún como jugador del Hull City, volvió a jugar con la selección irlandesa, con la que ganó el Campeonato británico de 1914. Su gran actuación con Irlanda llamó la atención del Manchester United, que en mayo de 1914 pagó 1.000 libras por su traspaso, convirtiéndole en el primer irlandés en jugar con los reds a lo largo de toda su historia.
Durante la temporada 1914-1915 jugó 34 partidos como capitán del Manchester United, con el que marcó incluso dos goles, pero su carrera se vio interrumpida por el escándalo del Fixed Game (el partido amañado). Con la inminencia de la Primera Guerra Mundial, muchos futbolistas temían una suspensión de la competición y la consiguiente pérdida de sus puestos de trabajo, por lo que buscaban el modo de asegurarse unos buenos ingresos con que hacer frente al futuro. El 2 de abril de 1915 el Liverpool, que ocupaba la zona media de la clasificación, perdió por dos goles a cero frente al Mánchester, que terminaría la temporada en el tercer puesto por la cola. Ya con 2-0 en el marcador O'Connell falló estrepitosamente un penalti a favor del Mánchester que echó fuera por muchos metros. Posteriormente se demostró que los jugadores de ambos equipos habían pactado el resultado y jugado al 2-0 en las casas de apuestas, que lo pagaban con una gran rentabilidad. Aunque varios jugadores fueron sancionados a perpetuidad, O'Connell, que confesó su culpabilidad, eludió el castigo, si bien no volvió a jugar en el club.
Después de trabajar durante el veranos en la factoría de Ford, al comenzar la Primera Guerra Mundial fue cedido al Clapton Orient y, posteriormente, al Rodchale y al Chesterfield. En 1919 firmó un nuevo contrato con el Dumbarton escocés, con el que jugó durante una temporada antes de terminar su carrera en el Ashington de la Tercera División Norte inglesa. En su primera temporada actuó solo como futbolista, pero en la segunda lo hizo ya como entrenador-jugador.

### Como entrenador
En 1922 viajó a España para sustituir al británico Fred Pentland como entrenador del Racing de Santander. Como técnico del club cántabro introdujo nuevos sistemas y conceptos en el aún bastante arcaico fútbol español y ganó en seis ocasiones el Campeonato de Cantabria, en el que el Racing era equipo hegemónico, y en el que llegó incluso a disputar puntualmente algún partido, También dirigió al conjunto cántabro en la denominada Liga Máxima, uno de los antecedentes del Campeonato Nacional de Liga español, disputado en la temporada 1927-1928.
En 1928 clasificó al Racing para disputar la primera edición de la Primera División española tras superar tres eliminatorias ante el Real Betis, el Valencia CF y el Sevilla FC. En este primer campeonato liguero entrenó al Racing hasta la 17.ª y penúltima jornada, cuando fue sustituido por Francisco Pagaza con el equipo en el último puesto de la clasificación, aunque finalmente salvó la categoría en la promoción.
Entre 1929 y 1931 entrenó al Real Oviedo de Segunda División y en verano de 1931 se incorporó al Real Betis, al que ese mismo año llevó a la final de copa contra el Athletic de Bilbao, la cual perdió por 3-1, además de lograr el ascenso a Primera División. Más adelante, en 1935 y todavía como técnico bético, consiguió el único título de Liga que ha ganado el club sevillano. Como consecuencia de este éxito fue fichado por el Fútbol Club Barcelona, al que entrenó en la temporada 1935-1936. Con el estallido de la Guerra Civil decidió organizar una gira del equipo por América durante la que muchos jugadores optaron por el exilio, evitando así la cárcel o consecuencias peores tras la victoria del bando nacional. O'Connell sí que regresó a España para cumplir su contrato con el club azulgrana, pero fue apartado de sus responsabilidades en favor de José Planas y solo ejerció como entrenador de forma testimonial hasta que en marzo de 1940 rescindió su contrato.
En 1940 regresó a Sevilla para entrenar de nuevo al Real Betis, entonces en Segunda División, y en su segunda temporada se proclamó campeón de la categoría de plata, consiguiendo el ascenso. Sin embargo, no renovó su contrato, sino que se incorporó al otro equipo de la ciudad, el Sevilla FC, al que ascendió a Primera División en la temporada 1941-1942. Entrenó a los sevillistas otros tres años en la máxima categoría hasta que en 1945 dejó el equipo.
En 1947 regresó a Santander para volver a entrenar al Racing, entonces en Tercera División, y con el que consiguió el ascenso a Segunda División. A la temporada siguiente fue sustituido por su segundo, Paco Hernández Galán, y ya no volvió a entrenar.

## Vida personal
Criado en la Mable Street de Dublín, pronto destacó como futbolista y se trasladó a Inglaterra. En su época como jugador del Mánchester contrajo matrimonio con una irlandesa y tuvo varios hijos. Estuvo involucrado en el amaño de un partido en 1915 y poco después su carrera como futbolista se vio interrumpida temporalmente con motivo de la Primera Guerra Mundial, en la que combatió. Después retomó la actividad como cedido por el Mánchester a varios clubes.
Tras aceptar la oferta del Real Racing Club se trasladó a España solo, sin la compañía de su familia. En su época en Santander conoció a Ellen, institutriz de los hijos del rey Alfonso XIII, que veraneaba en aquella época en el Palacio de la Magdalena. Contrajo matrimonio con ella y aunque siguió enviando dinero a través de giros postales anónimos a su familia, terminó todo contacto con ella.
Se trasladó junto a Ellen a Sevilla y después a Barcelona, ciudad que abandonaron apresuradamente para comenzar la gira americana con el FC Barcelona. A su regreso encontraron el domicilio tal como lo habían dejado, pero con el paso de los meses fue perdiendo importancia en el club por lo que se interpretó una cierta simpatía por el bando republicano. En 1940 la pareja regresó a Sevilla, donde residirían hasta la muerte de Ellen con el único paréntesis de un año y medio en Santander.
En 1949 su hijo Daniel aprovechó una visita de la selección española a Inglaterra para preguntar al seleccionador, Guillermo Eizaguirre, sobre su padre, y este le indicó no solo que le conocía, sino que vivía en Sevilla. Cuando su hijo logró localizarlo en la capital andaluza le presentó como su sobrino y apenas le preguntó sobre su antigua mujer y sus otros hijos tal como narra Daniel O'Connell en el relato que escribió sobre su padre, titulado 'Viaje a Sevilla en tercera clase'.
En sus últimos años vivió graves dificultades económicas, lo que llevó al Real Betis a organizar un homenaje a beneficio suyo en 1954. Después regresó a Inglaterra, donde vivió una temporada con su hermano antes de terminar en la indigencia. Sin contacto con su familia de Mánchester, falleció en una habitación de alquiler de una pensión situada junto a la estación de Saint Pancras (Londres) el 27 de febrero de 1959.

## Anécdotas
En Belfast se puede visitar un mural hecho como homenaje a su persona en la calle Whiterock Road, en el que aparece junto a Lionel Messi, los trofeos que ganó, entre ellos la copa de la Liga española junto a la camiseta del Real Betis y los escudos de varios de los equipos en los que jugó o entrenó. El mural reza el lema "Patrick O´Connell, Don Patricio, 1887-1957, From Celtic Park to Barcelona"

## Clubes

### Como jugador
| Club                | País       | Año       | Partidos | Goles |
| ------------------- | ---------- | --------- | -------- | ----- |
| Belfast Celtic      | Irlanda    | 1905-1909 | ?        | ?     |
| Sheffield Wednesday | Inglaterra | 1909-1912 | 18       | 0     |
| Hull City           | Inglaterra | 1912-1914 | 58       | 1     |
| Manchester United   | Inglaterra | 1914-1919 | 34       | 2     |
| Clapton Orient      | Inglaterra | 1915-1917 | 34       | 2     |
| Chesterfield        | Inglaterra | 1917-1918 | ?        | ?     |
| Rodchale            | Inglaterra | 1918-1919 | ?        | ?     |
| Dumbarton           | Escocia    | 1919-1920 | ?        | ?     |
| Ashington           | Inglaterra | 1920-1922 | 19       | 1     |

### Como entrenador
| Club                | País       | Año       | Categoría           |
| ------------------- | ---------- | --------- | ------------------- |
| Ashington           | Inglaterra | 1921-1922 | Third Division Nord |
| Racing de Santander | España     | 1922-1923 | Serie A (Cantabria) |
| Racing de Santander | España     | 1923-1924 | Serie A (Cantabria) |
| Racing de Santander | España     | 1924-1925 | Serie A (Cantabria) |
| Racing de Santander | España     | 1925-1926 | Serie A (Cantabria) |
| Racing de Santander | España     | 1926-1927 | Serie A (Cantabria) |
| Racing de Santander | España     | 1927-1928 | Serie A (Cantabria) |
| Racing de Santander | España     | 1928-1929 | Primera División    |
| Real Oviedo         | España     | 1929-1930 | Segunda División    |
| Real Oviedo         | España     | 1930-1931 | Segunda División    |
| Real Betis          | España     | 1931-1932 | Segunda División    |
| Real Betis          | España     | 1932-1933 | Primera División    |
| Real Betis          | España     | 1933-1934 | Primera División    |
| Real Betis          | España     | 1934-1935 | Primera División    |
| FC Barcelona        | España     | 1935-1936 | Primera División    |
| FC Barcelona        | España     | 1936-1937 | Liga Mediterránea   |
| FC Barcelona        | España     | 1939-1940 | Primera División    |
| Real Betis          | España     | 1940-1941 | Segunda División    |
| Real Betis          | España     | 1941-1942 | Segunda División    |
| Sevilla FC          | España     | 1942-1943 | Primera División    |
| Sevilla FC          | España     | 1943-1944 | Primera División    |
| Sevilla FC          | España     | 1944-1945 | Primera División    |
| Racing de Santander | España     | 1947-1948 | Tercera División    |
| Racing de Santander | España     | 1948-1949 | Segunda División    |